# 베드로의 복음서

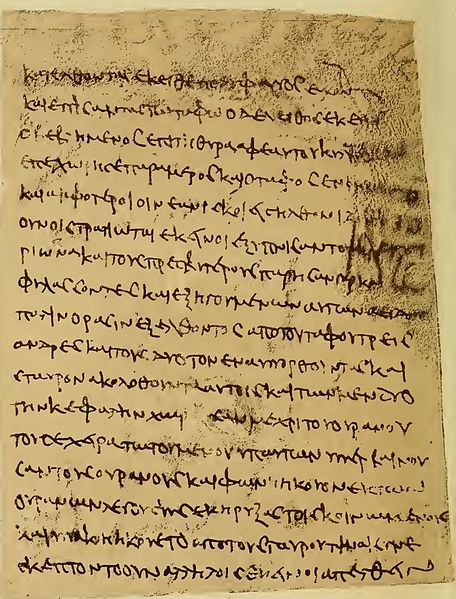

베드로의 복음서(Gospel of Peter)는 기독교의 정경에 받아들여지지 않았던 외전 복음서의 하나이다. 3세기의 교부 문서에 언급되고 있지만 전모는 알려지지 않았다. 19세기 말에 예수의 수난극의 부분이 발견되었다.

## 개요
'베드로의 복음서'는 3세기의 교부 문서에 언급되고 있어 기독교의 정경에 받아들여지지 않았던 외전에 속하는 복음서로서 그 존재가 알려져 있었다.
19세기 말, 이집트에서 발견된 파피루스 책자 안에, 그 일부로 보이는 사본이 발견되었다. 사본은 8-12세기의 것으로 추정된다.
내용은 예수의 수난극 중 재판의 마지막 부분에 시작해, 책형과 매장, 부활의 장면이 말해져 갈릴래아 호수에서 베드로들의 앞에 부활한 예수가 모습을 보이기 직전에 중단되고 있다. 이것이 기독교 초기에 저술해진 '베드로의 복음서'의 일부가 아닐까 여겨진다.
원래의 '베드로의 복음서'는 '마태오의 복음서' 등과 같이, 예수의 탄생으로부터 수난, 부활까지를 적은 복음서의 형태를 갖추고 있었다고 보이지만, 현재 알려지는 것은 상기 사본에 있는 수난극의 부분 뿐이다.
발견된 부분은 1892년에 간행되어 타가와 켄조의 일본어 번역은 1997년에 출판되었다.

### 저자
베드로의 복음서는 명시적으로 사도 베드로의 작품이라고 주장한다:
"그리고 내 동료와 나는 슬퍼했다; 우리는 자신을 숨겨 마음에 상처 받았다:" — GoP, 7.
"하지만 나 시몬 베드로와 내 동생 안드레아는 우리의 그물을 들고 바다에 갔다;" — GoP, 14.
그러나 학자들은 일반적으로 베드로의 복음이 (실제로 글을 작성하지 않은 저자의 이름을 떠맡은) 위경이라는 데 동의한다.

## 내용
'베드로의 복음서' 독자적인 기재와 이와 비교한 정경 복음서의 기재를 이하에 나타낸다.

### 예수의 재판
- 예수의 재판에는 필라투스, 헤로데 등이 일당에 모인다.
  - 헤롯은 정경에서는 '루카의 복음서'에서만 등장하지만, 다른 장소에 있는[2]. 어느 정경 복음서에도, 예수는 대사제 저택, 최고 법원이나 총독 관저 등을 차례로 돌림 된다.
- 빌라도는 먼저 손을 씻어 퇴석해, 헤롯이 판결을 내린다.
  - 정경 복음서에서는, 일치해 빌라도가 (마지못하면서) 최종적인 판결을 내린다. 다만, '마태오의 복음서'의 빌라도는 손을 씻어, '이 사람의 피에 대해서, 나에게는 책임이 없다. 너희의 문제다.'라고 선언해, 민중은 '그 피의 책임은 우리와 자손에게 있다.'라고, 그 책임을 맡는다[3].
- 정경 복음서에 일치해서 기재되는 바라바의 사면의 일화는, 여기에서는 등장하지 않는다.

### 책형
- 예수를 십자가에 붙이는 것은 (유태의) 민중이다.
  - 정경 복음서에서는, 기술에 맞지 않는 부분도 있지만[4], 기본적으로 십자가에 붙이는 것은 로마 병사이다.

### 강가
- 이변에 우려를 이루고, 십자가에서 예수를 내리는 것도 민중이다. 아리마태아의 요셉이 무덤에 매장하는 것은 정경 복음서와 같다.

### 부활
- 천사의 모습이나 예수의 부활의 모습을 최초로 보는 것은 무덤의 차례를 하고 있던 병사와 유태의 장로이다. 여성들은 그 나중에 하늘의 무덤을 발견한다.
  - 마태오에서는 천사가 무덤의 입구의 돌을 전매하는 곳을, 여성들과 병사가 동시에 보고 있다[5].
- 2명의 천사에 의지한 (아마) 예수 그리스도가 무덤으로부터 나오는 나중에, 십자가가 붙어 온다. 처음부터의 소리 '당신은 (저승에서) 자고 있는 사람들에게도 선교했습니까'에, 십자가가 '네'라고 대답한다.
  - 4개의 정경 복음서에서는, 천사는 등장하지만, 무덤으로부터 나오는 십자가는 물론, 예수의 모습도 기록되지 않았다.
  - 그리스도의 저승에서의 선교는, 정경 중에는 '베드로의 첫째 편지'에서 접할 수 있을 뿐[6].
  - 마태오에서는, 십자가 상의 예수가 숨을 거두었을 때에 많은 사망자가 소생했다는 기술이 있다[7]. 그러나, 마태오가 소생한 사람들은, 다음 다음날의 예수의 부활 때까지 무덤에서 대기하고 있다[8].

### 현현
- 발견된 사본은 그 후가 부족하고 있지만, 갈릴래아 호수에서 베드로와 안드레아, 아르파요의 아이레비가 함께 있는 곳까지 쓰여져 있으므로, 이 후에 부활한 예수가 모습을 나타낸다고 생각된다.
  - 이 부분은 '요한의 복음서'[9]에 상당한다고 생각된다. 그러나 요한에서는 이는 현현의 3번째이다. 마르코, 마태오, 요한의 3개에서는 최초로 부활한 예수가 현현하는 것은 마리아 막달레나들로 하고 있다.
  - 최초의 현현이 여성들이 아니고 베드로들인 것은 '루카의 복음서'[10], '고린토인들에게 보낸 첫째 편지'[11](이 개소는 아마 남성만을 센 것이라고 생각된다. 성서를 보면 인원수로 꼽히는 것은 정해져 남성 뿐이기 때문이다)과 일치한다.

## 의의
외전의 복음서로서는 나그 함마디 문서에서 발견된 '토마스의 복음서'가 영지주의의 영향을 받은 기독교 초기의 문헌으로서 주목받고 있다. 이에 대해, '베드로의 복음서'는 적어도 발견된 부분을 보는 한, 정경의 4개의 복음서와 중복하는 기술이 대부분으로, 이들 4개의 복음서를 참조해 쓰여진 것은 아닐까 여겨져서 중시되지 않았다.
그러나, 1982년, 론 카메론 (Ron Cameron) 등은, 4개의 복음서와는 독립한 자료인 '수난 이야기'를 상정해, 그것을 기초로 '베드로의 복음서'가 쓰여졌다고 하는 설을 주창했다. 존 도미니크 크로산 (John Dominic Crossan)은 카메론의 '수난 이야기'를 '십자가 복음서'라고 불러, '마르코의 복음서'나 Q자료와 함께, 다른 3개의 복음서가 쓰여지는데 자료가 되었다고 보았다. 복음서의 자료 가설의 새로운 전개를 제공하는 것과 동시에, 예수의 죽음에 대한 로마 제국과 (당시의) 유태교 (지도자)의 책임론의 원점을 아는 재료로도 될 수 있다고 크로산은 지적한다.

## 문헌 자료
- '신약 성서 외전' 아라이 사사구 편, 타가와 켄조 외 역, 코단샤 〈문예 문고〉, 1997년, ISBN 4-06-197597-8.
- 존 도미니크 크로산 '누가 예수를 죽였는가' 마츠다 카즈야 역, 오즈치사, 2001년.
  - 원저: John Dominic Crossan, Who killed Jesus? , HarperSanFrancisco (1996)
- Cameron, Ron, ed. The Other Gospels: Non-Canonical Texts. Philadelphia: Westminster, (1982)
- John Dominic Crossan, The Cross That Spoke: The Origins of the Passion Narrative. San Francisco: Harper and Row, (1988)

## 같이 보기
- 복음서
- 외전
- Q자료